# Скауени (Валча)
Скауени (рум. Scăueni) насеље је у Румунији у округу Валча у општини Бериславешти. Oпштина се налази на надморској висини од 441 m.

## Становништво
Према подацима из 2002. године у насељу је живело 543 становника, од којих су сви румунске националности.